# 디버르현

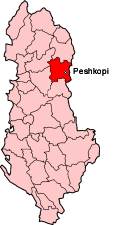
디버르 현의 위치

디버르현(알바니아어: Rrethi i Dibrës)은 알바니아를 구성하는 36개 현 가운데 하나로, 현청 소재지는 페슈코피이며 면적은 761km2, 인구는 86,000명(2004년 기준)이다. 행정 구역상으로는 디버르 주에 속한다.